# Max Standfuss
Max Standfuss, född 6 juni 1854 i Schreiberhau, Schlesien, död 22 januari 1917 i Zürich, var en tysk zoolog.
Standfuss var från 1892 till sin död privatdocent i entomologi och från 1899 titulärprofessor vid tekniska högskolan i Zürich. Han blev ryktbar särskilt genom sina undersökningar rörande temperaturens inverkan på fjärilarnas utveckling i puppstadiet, undersökningar, som lämnade resultat, vilka ansågs som bevis för möjligheten därav, att de av en individ förvärvade egenskaperna kunna ärvas av dess avkomma.